# Hermann Blaschko
Hermann Blaschko, voller Name Karl Felix Hermann Blaschko (* 4. Januar 1900 in Berlin; † 18. April 1993 in Oxford) war ein deutsch-britischer Biochemiker und Pharmakologe. Als Jude 1933 emigriert, hat er sein wissenschaftliches Werk überwiegend in England geschaffen, wo er sich meist Hugh Blaschko nannte.

## Leben
Blaschko entstammte einer an bedeutenden Persönlichkeiten reichen jüdischen Familie. Sein Vater Alfred Blaschko war Dermatologe, Venerologe und Sozialpolitiker in Berlin. Die Familie hatte Kontakt zu dem Dermatologen Albert Neisser, dem Gründer der Zeitschrift Die Naturwissenschaften, Arnold Berliner und dem Physiker Max Born. Hermann studierte in Berlin und Freiburg im Breisgau Medizin. In Freiburg lernte er als Mitstudenten den späteren Nobelpreisträger für Physiologie oder Medizin Hans Adolf Krebs (der später ebenfalls in England arbeitete) kennen, Namensgeber des Krebs-Zyklus für den Abbau von Acetyl-CoA. Bei dem Physiologen Johannes von Kries fertigte er seine Dissertation an. Nach Staatsexamen und Promotion ging er 1923 an die Medizinische Klinik der Universität Göttingen, dann 1925 zu an das Kaiser-Wilhelm-Institut für Biologie in Berlin zu dem Nobelpreisträger für Physiologie oder Medizin des Jahres 1922 Otto Meyerhof, einem der Namensgeber des Embden-Meyerhof-Wegs der Glykolyse. 1928 wechselte er an das Physiologische Institut der Universität Jena und 1929 folgte er Meyerhof an das neu gegründete Kaiser-Wilhelm-Institut für medizinische Forschung in Heidelberg. Er betrachtete die Jahre bei Meyerhof als seine wichtigste Lehrzeit. Unterbrochen waren sie 1926–1927 durch einen Ausbruch seiner Tuberkulose. Meyerhof schickte Blaschko 1929 zunächst für ein Jahr ans University College London zu Archibald Vivian Hill, mit dem er 1922 den Nobelpreis geteilt hatte. Die offene und freundschaftliche Atmosphäre im Londoner Institut war Blaschko etwas Neues.
Der nationalsozialistische Terror hat Hermann Blaschko nicht direkt getroffen. Zur Zeit der Machtergreifung 1933 lag er wieder mit Tuberkulose im Krankenhaus, und zwar in Freiburg, wo Hans Adolf Krebs einer seiner Ärzte war. Dort erreichte ihn eine Einladung von A. V. Hill. Im Mai 1933 verließ er Deutschland mit Hilfe des britischen Academic Assistance Council. Zunächst, noch rekonvaleszent, arbeitete er in dieser Organisation mit, aber 1934 folgte er einer Einladung des Physiologen Joseph Barcroft  an die Universität Cambridge. Wie bei Meyerhof forschte er zunächst über den Energiestoffwechsel und die Innere Atmung. Er benutzte dabei „Warburg“-Manometer, die er mit seinem letzten Geld in Deutschland gekauft hatte. Eines Tages fragte ihn Barcroft: „Wie wird Adrenalin im Körper abgebaut?“ Blaschko wusste es nicht, und ebenso wenig wusste es die Literatur. Mit seinem Ko-Emigranten Hans Schlossmann entschied er sich, die Antwort experimentell zu suchen. Er hatte das Thema seiner zukünftigen Forschung gefunden.
Im Herbst 1943 bot ihm Joshua Harold Burn (1892–1981) vom Pharmakologischen Institut der Universität Oxford eine feste Stelle an. Ab 1944 wirkte Blaschko dort, zunächst als senior research officer, etwa Oberassistent, später bis zu seiner Pensionierung als Reader in Biochemical Pharmacology, etwa Dozent. Zahlreich waren seine Mitarbeiter, darunter Jean Himms, später Professorin für Biochemie in Ottawa, Karen Helle, später Professorin für Physiologie in Bergen (Norwegen), Hans Winkler, später Professor für Pharmakologie in Innsbruck, David Smith, später Professor für Pharmakologie in Oxford selbst, Hans-Joachim Schümann, später Professor für Pharmakologie in Essen, und Oleh Hornykiewicz, später Professor für Pharmakologie in Wien.
1944, im Jahr seines Beginns in Oxford, heiratete Blaschko Mary Black. Sie besaß ein Haus in Park Town, Oxford, wo sie fortan lebten. Hermann blieb, von seiner Tuberkulose abgesehen, gesund bis an sein Lebensende.

## Forschung
Blaschkos erster großer Beitrag zur Biologie war – als Antwort auf Barcrofts Frage – die Entdeckung eines Adrenalin-abbauenden Enzyms, zunächst Adrenalin-Oxidase, heute Monoaminooxidase genannt. Er glaubte zunächst, das Enzym schütze den Körper vor giftigen Aminen in der Nahrung. Später wurde aber klar, dass es auch zum Abbau von körpereigenen Aminen wie den Katecholaminen und Serotonin beiträgt. Monoaminooxidase-Hemmer werden heute u. a. als Antidepressiva eingesetzt.
Der zweite große Beitrag war die Klärung der Biosynthese der Katecholamine. Sie folgte dem Weg Tyrosin → Levodopa → Dopamin und dann wahrscheinlich → Noradrenalin → Adrenalin. Der Weg wurde gleichzeitig auch von Peter Holtz in Rostock erkannt. Die Verwendung von Levodopa beim Morbus Parkinson und von Methyldopa bei Hypertonie beruht auf dem Eingriff der beiden Stoffe in diesen Syntheseweg.
Weitere Arbeiten galten anderen Aminoxidasen. Doch ist der dritte große Beitrag Blaschkos der Nachweis, dass die Katecholamine des Nebennierenmarks nicht im Zellsaft gelöst, sondern in Vesikeln verpackt sind, Vorbedingung ihrer Freisetzung durch Exozytose. Außer den Katecholaminen enthalten die Vesikel Proteine und ATP. Allgemein werden Hormone und Neurotransmitter vesikulär gespeichert. Dass die Proteine und ATP zugleich mit den Neurotransmittern und Hormonen freigesetzt werden, ist der direkteste Beleg des Exozytose-Mechanismus.
Blaschko gab mit dem Mainzer Pharmakologen Erich Muscholl das umfassendste Werk der 1970er Jahre über die Katecholamine heraus.

## Ehrungen (Auswahl)
Blaschko wurde 1962 Mitglied der Royal Society. 1963 erhielt er in Prag die Purkinje-Medaille, 1972 in Mainz die Schmiedeberg-Plakette der Deutschen Pharmakologischen Gesellschaft. Am meisten freute er sich über die Ehrendoktorwürde der Freien Universität Berlin 1966 und die Aschoff-Vorlesung der Medizinischen Fakultät Freiburg 1985.